# 突撃!お笑い風林火山
『突撃!お笑い風林火山』（とつげき おわらいふうりんかざん）は、1997年5月1日から同年9月4日までフジテレビ系列局で放送されていた教養バラエティ番組である。フジテレビとイーストの共同制作。放送時間は毎週木曜 19:00 - 19:54 （日本標準時）。

## 概要
歴史を題材にした番組で、前番組『天下ごめんネ!!』から引き続きウッチャンナンチャンが出演していた。
番組は、現代に伝わる歴史的事実を若手のお笑い芸人たちが身を張って再現する模様を放送。再現ドラマの撮影のため、日光江戸村で公開収録を行っていた。スタジオパートでは、ウンナンが専門家やゲストパネラーとのトークを展開していた。番組終了後、フジテレビにおけるウンナンの番組は「笑う犬シリーズ」まで1年間ブランクが空くことになった（南原の出演はゲスト出演を除けば第1期「生活」に続く第2期「冒険」からなので2年ぶりとなる）。

## 出演者

### 司会進行
- 内村光良（ウッチャンナンチャン）
- 南原清隆（ウッチャンナンチャン）
- 中村江里子（当時フジテレビアナウンサー）

### 若手お笑い軍団
- デンジャラス
- 雨空トッポ・ライポ
- TIM
- アニマル梯団
- ココリコ
- ピーピングトム
- あさりど[1]
- 北京ゲンジ
- バカリズム
- ふうりんかざん[2]

## スタッフ
- 企画：吉田正樹（フジテレビ）、和田行（フジテレビ）
- オンライン編集：定野正司（アンサーズ）
- MA：石黒裕二（アンサーズ）
- 音響効果：原田慎也（メディアハウス）
- 美術：丸山覚（アックス） ほか
- ディレクター：早川恵介（えとせとら）、御手洗英明（えとせとら） ほか
- 演出：河合優（イースト）
- プロデューサー：梅本満（イースト）、西滝順二（イースト）
- 技術協力：ニユーテレス、FLT、インターナショナルクリエイティブ、アンサーズ、メディアハウスサウンドデザイン
- ロケ技術：スパイラルビジョン、八峯テレビ
- 美術協力：フジアール、アックス
- 企画協力：マセキ芸能社（田村ゆきひろ）
- 制作協力：ロコモーション（原田政彦）、えとせとら（徳永竜一）
- 制作：フジテレビ、イースト